# چارلز-آدولف ورتز
چارلز-آدولف ورتز (انگلیسی: Charles-Adolphe Wurtz؛ زاده ۲۶ نوامبر ۱۸۱۷ درگذشته ۱۰ مهٔ ۱۸۸۴) شیمیدان اهل فرانسه بود. عمده شهرت وی به دلیل کشف واکنش ورتز(گونه ای از واکنش جفت‌شدن در شیمی آلی) است.